# Ludwig Meidner

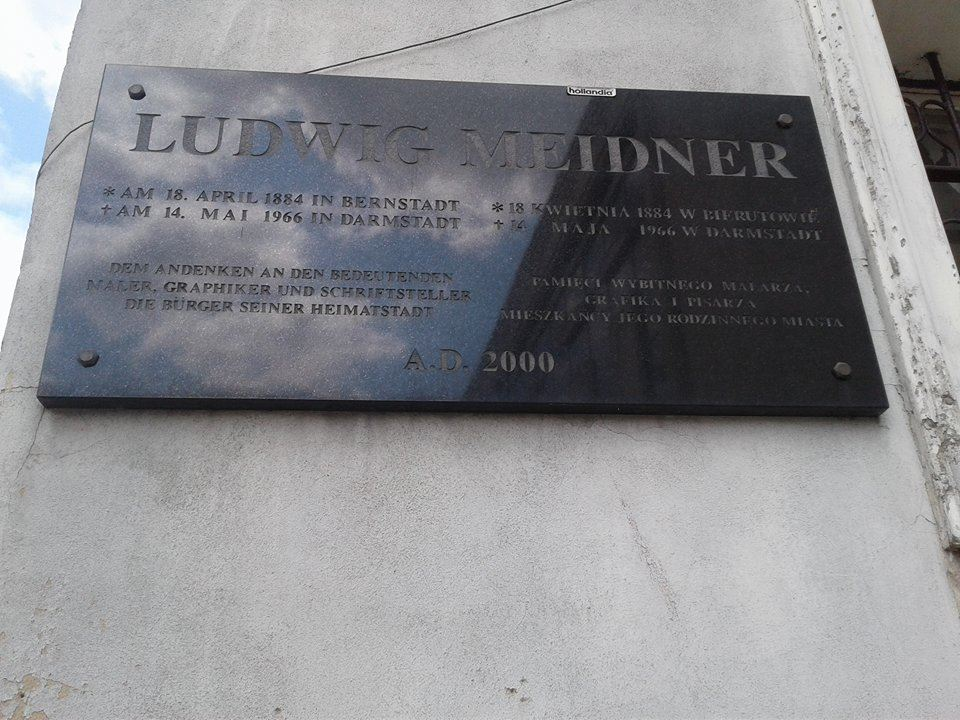
Pamětní deska v rodném Bierutówu

Ludwig Meidner (18. dubna 1884, Bernstadt, (Bierutów) - 14. května 1966, Darmstadt) byl německý malíř a básník.
Patřil k jedněm z nejradikálnějších představitelů druhé vlny expresionismu, „nové věcnosti“. Fauvismus a futurismus byl směry, jež ovlivnily jeho tvorbu nejvíce.

## Život
Na přání rodičů se učil zedníkem, ale nevyučil se kompletně. Studoval na Královské škole umění ve Vratislavi (1903-1905) a od roku 1906-1907 v Julienu a v Cormon Academies v Paříži, kde se seznámil se svým přítelem Amedeem Modiglianim. V roce 1912 začal pracovat na sérii maleb, které byly poznamenány jeho osobitým stylem, díky němuž si získal reputaci. „Apokalyptická krajina“ je soubor maleb, kde města hoří, jsou zničena. Cílem bylo ukázat hrůzy války. (podařilo se mu je předpovědět několik let dopředu.)
Před rokem 1916 se ocitl ve finanční tísni a začal proto malovat náboženská témata.
Vojenská služba (během 1. světové války byl tlumočníkem) z něj udělala zapřisáhlého pacifistu.
V roce 1919 vytvořil dílo "Pro všechny výtvarníky, básníky a muzikanty," které zpochybňovalo stávající řád a vyzývalo umělce, aby se stali socialisty a chránily tzv: „větší dobro.“ Poté se, zklamán revolucí, uchýlil do soukromí.
Od roku 1924 působil jako profesor malby a sochařství v Berlíně. V roce 1933 byl zapsán na seznam zakázaných autorů. Jeho monografie byly spáleny v roce 1933 při nacistickém ničení knih. V roce 1935 se stal profesorem kreslení Židovského institutu v Kolíně nad Rýnem.
Byl pronásledován nacisty i díky svému židovství, není tedy divu, že se v roce 1939 pokusil i s manželkou (jeho žena Else Meidner byla také umělkyní) uprchnout do Velké Británie, kde zůstal do roku 1953, kdy se opět vrátil do Německa.
V roce 1940 vytvořil cyklus kreseb, které nazval “Masakry v Polsku” nebo “Utrpení Židů v Polsku” jako reakci na holokaust.
V posledních, velmi produktivních, letech svého života rozvíjel svůj osobitý styl, který vyvinul v roce 1920.
V roce 1963 měl v Recklinghausenu první velkou výstavu od roku 1918. Zemřel 14. května 1966 v Darmstadtu, bylo mu tehdy 82 let.
Hlavním tématem jeho maleb bylo město, městská krajina.
Jednalo se zpravidla o pohled do města pod různými úhly, budovy často působily dojmem, jako by padaly a lidé se tak na obrazech ocitali v nebezpečných situacích. Obrazy jsou díky zajímavému zpracování neobyčejně působivé.

## Tvorba
- Apokalyptická krajina (Apokalyptische Landschaft) (1912 - 1916)
- Pro všechny výtvarníky, básníky a muzikanty (An alle Künstler, Dichter, Musiker) (1919)